# Vuhaj
Vuhaj (egyszerűsített kínai írással: 乌海市, pinjin: ) prefektúra szintű város Kínában, Belső-Mongólia Autonóm Terület tartományban. Lakosainak száma 556 621 fő (2020).

## Népesség
| 2010 | 532 902 |
| 2020 | 556 621 |